# Massimo (usurpatore)
Massimo (latino: Maximus; fl. 409-422) fu un usurpatore (409-411) in Hispania.
Fu sostenuto dal generale Geronzio, forse suo padre.

## Biografia
Quando Costantino III, usurpatore in Gallia contro l'imperatore romano Onorio, ordinò al proprio generale Geronzio, di stanza in Hispania, di rendere il comando, questi gli si ribellò e proclamò Massimo imperatore a Tarragona. Massimo ebbe un certo controllo delle province ispaniche: aprì la zecca di Barcino (moderna Barcellona), che coniò monete in suo nome (ritrovate a Barcellona, Tipasa e Terrassa), e vi sono prove di lavori importanti alle mura della stessa città durante il suo regno.
La lotta per il potere a tre vide coinvolti Geronzio e il suo protetto contro altri due imperatori, Costantino III e il legittimo imperatore Onorio. Geronzio penetrò nel territorio di Costantino, lasciando Massimo in Hispania: in Gallia riuscì, nei primi 18 mesi di lotta, a sconfiggere ripetutamente le truppe di Costantino, ma non riuscì a distruggerle.
Fu Onorio a fare la mossa giusta, inviando il capace generale Flavio Costanzo (il futuro imperatore Costanzo III) contro i due usurpatori: Costanzo riuscì a sconfiggerli, e Massimo, dopo la morte di Geronzio avvenuta nel 411 e a seguito di una sconfitta nei pressi di Arles per mano di Costanzo, abdicò e si ritirò in un monastero.
È noto che un altro Massimo usurpò la porpora in Hispania, tra il 420 e il 422, e che fu catturato da Flavio Castino e giustiziato a Ravenna: non è da escludere che fosse lo stesso Massimo.